# Carl Gustaf Lekholm
Carl Gustaf Lekholm, född 7 juni 1909 i Bjuvs församling, Malmöhus län, död 7 oktober 2005 i Bjärreds församling, Skåne län, var en svensk museiman.
Lekholm, som var son till godsförvaltare Carl Lekholm och Clara Nilsson, avlade reservofficersexamen 1940, blev löjtnant i Södra skånska infanteriregementets (I 7) reserv 1944 och filosofie licentiat 1953. Han var extra ordinarie amanuens på Kulturen i Lund 1937, amanuens på Helsingborgs stadsmuseum 1938–1939, direktörsassistent vid AB Specialpels i Malmö 1942–1944, extra ordinarie amanuens på Kulturen i Lund 1944–1947 och amanuens 1947–1955. Han var tillförordnad intendent vid Skånes hembygdsförbund 1951–1953, tjänstgjorde på Höganäs museum 1955, var intendent vid kultur- och stadshistoriska avdelningen på Malmö museum 1955–1959, förste intendent där 1959–1974 och föreståndare för Tekniska museet i Malmö 1960–1974.
Lekholm bedrev föreläsningsverksamhet i kultur- och bebyggelsehistoriska ämnen sedan 1974 samt undersökte och ledde restaureringen av Bjersunds tegelbruk 1981–1984. Han var medarbetare i Kulturens årsbok 1937–1955 samt skrev skrev Minnesbergtegel 1888–1963 (tillsammans med Harald Lindal, 1964) och artiklar i tidskrifter och årsböcker.